# Коледог ап Моркант
Коледог ап Моркант (валл. Coleddog ab Morgan; род. ок. 580 года) — правитель (с 586 года) земель Бринейха, оставшихся под контролем бриттов.

## Биография
Каледог — сын и наследник Морканта, короля Бринейха. Когда его отец умер ему не было и десяти лет. Возможно у него был регент, но кто был им неизвестно.
Под властью Коледога находилась небольшая область в Чевиотах, на границе Гододина и Берниции, возможно с центром в крепости Эд Гэфрин, что к западу от Линдисфарна. Он находился в постоянной вражде с англами, король которых Этельфрит беспрестанно совершал набеги на Гододин и Дал Риаду. В годы его жизни произошла битва при Катраете, где войска бриттов одержали трудную победу над армией Этельфрита. Неизвестно, участвовал ли лично Коледог в том сражении.
У Коледдога был сын Моркант, который, возможно, наследовал ему.